# سوویتسکه (شهرداری یالتا)
سوویتسکه (به لاتین: Sovietske) یک منطقهٔ مسکونی در اوکراین است که در شبه‌جزیره کریمه واقع شده‌است. سوویتسکه ۰٫۳۲۶ کیلومتر مربع مساحت و ۶۷۰ نفر جمعیت دارد و ۴۵۸ متر بالاتر از سطح دریا واقع شده‌است.